# Stephanus-Paginierung

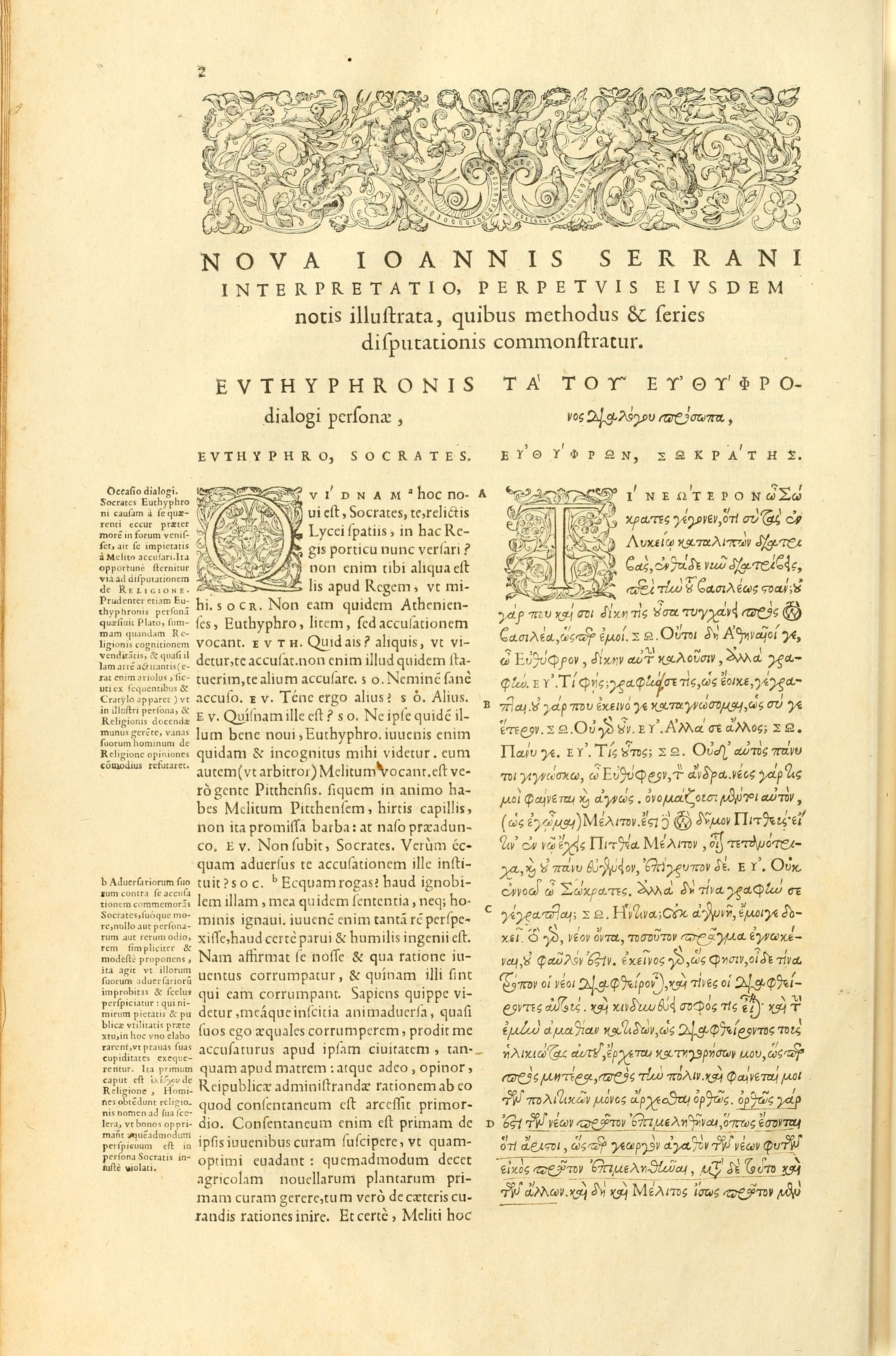
Der Anfang der Platon-Ausgabe des Henricus Stephanus, deren erster Band mit Platons Dialog Euthyphron beginnt. Am linken Rand der Seite stehen erläuternde Hinweise von Jean de Serres.

Stephanus-Paginierung ist die Bezeichnung für die Paginierung (Seitennummerierung) der dreibändigen Ausgabe von Platons Werken, die der Drucker Henri Estienne (latinisiert Henricus Stephanus) im Jahr 1578 in Genf veröffentlichte.

## Die Ausgabe
Die Ausgabe des Stephanus, betitelt Platonis opera quae extant omnia („Sämtliche Werke Platons, die erhalten sind“), war nicht die Erstausgabe (editio princeps) von Platons Werken; diese war schon 1513 bei Aldo Manuzio in Venedig erschienen. Stephanus’ Edition basiert hauptsächlich auf der Aldine; außerdem zog er die 1532 gedruckte erste Basler Edition und die zweite Basler Ausgabe von 1556 heran. Die Ausgabe des Stephanus blieb für lange Zeit – bis ins frühe 19. Jahrhundert – maßgeblich. Ihren Text übernahm die Societas Bipontina, deren Editio Bipontina („Zweibrücker Ausgabe“) Platons 1781–1787 erschien. Nach der Seitennummerierung von Stephanus’ Ausgabe werden Platons Werke noch heute zitiert.
Jeder der drei Bände von Stephanus’ Ausgabe hat seine eigene durchgehende Paginierung; daher ist eine Stelle bei Platon nur durch die Angabe der Stephanus-Seite samt des Werktitels eindeutig bestimmt. Der Druck ist zweispaltig; der griechische Originaltext steht jeweils innen, links bzw. rechts davon eine eigens für diese Ausgabe angefertigte lateinische Übersetzung von Jean de Serres (Johannes Serranus). In der Mitte zwischen den beiden Spalten befinden sich die fünf Buchstaben a, b, c, d und e, mit denen jede Spalte in fünf Abschnitte eingeteilt wird.

## Zitierweise
Zitiert wird Platon nach folgender Konvention: Zuerst wird – häufig abgekürzt – der jeweilige Werktitel genannt. Oft werden die Titel nach dem Abkürzungsverzeichnis des LSJ oder dem des „Neuen Pauly“ angegeben. Dann folgt die Angabe der Stephanus-Seite mit dem Buchstaben a, b, c, d oder e für den jeweiligen Abschnitt auf der Seite. Wenn die Stelle sehr genau bezeichnet werden soll, folgt auf den Buchstaben noch eine Zahl, welche die Zeile angibt (jeder der fünf Abschnitte einer Seite hat eine eigene Zeilenzählung). Diese Zeilenzählung bezieht sich auf die Zeilen der kritischen Platonedition der Oxford Classical Texts, die von John Burnet stammt und in den Jahren 1900–1907 erstmals veröffentlicht wurde. Burnets Ausgabe hat keine eigene Seitenzählung, sondern orientiert sich an der Stephanus-Paginierung.
Ein Beispiel: Platon, Phaid. 100a3–101b7 bezeichnet folgendes Textstück: Platon, Dialog Phaidon, Stephanus-Seite 100, Abschnitt a, Zeile 3 bis Stephanus-Seite 101, Abschnitt b, Zeile 7.
Für die in Bücher eingeteilten Dialoge Politeia und Nomoi wird oft vor der Stephanus-Seite die Buchnummer angegeben, beispielsweise Platon, Politeia VIII 557c4–9.

## Inhalt der Ausgabe
Manche der von Stephanus als Werke Platons veröffentlichten Texte gelten heute als sicher oder möglicherweise unecht. Mit * sind möglicherweise unechte, mit ** sicher unechte Werke bezeichnet.

### Band 1
- 2a – 16a Euthyphron
- 17a – 42a Apologie des Sokrates
- 43a – 54e Kriton
- 57a – 118a Phaidon
- 121a – 131a Theages *
- 132a – 139a Anterastai (lateinisch Amatores) **
- 142a – 210d Theaitetos
- 216a – 268d Sophistes („Der Sophist“)
- 271a – 307c Euthydemos
- 309a – 362a Protagoras
- 363a – 376c Hippias minor („Der kleine Hippias“) *
- 383a – 440e Kratylos
- 447a – 527e Gorgias
- 530a – 542b Ion

### Band 2
- 11a – 67b Philebos
- 70a – 100c Menon
- 103a – 135e Alkibiades I *
- 138a – 151c Alkibiades II **
- 153a – 176d Charmides
- 178a – 201c Laches
- 203a – 223b Lysis
- 225a – 232c Hipparchos **
- 234a – 249e Menexenos
- 257a – 311c Politikos („Der Staatsmann“)
- 313a – 321d Minos **
- 327a – 621d Politeia („Der Staat“)
- 624a – 969d Nomoi („Die Gesetze“)
- 973a – 992e Epinomis **

### Band 3
- 17a – 92c Timaios
- 106a – 121c Kritias
- 126a – 166c Parmenides
- 172a – 223d Symposion („Das Gastmahl“)
- 227a – 279c Phaidros
- 281a – 304e Hippias maior („Der große Hippias“) *
- 309a – 310b Erster Brief **
- 310b – 315a Zweiter Brief **
- 315a – 319e Dritter Brief *
- 320a – 321c Vierter Brief **
- 321c – 322c Fünfter Brief **
- 322c – 323d Sechster Brief *
- 323d – 352a Siebter Brief
- 352b – 357d Achter Brief *
- 357d – 358b Neunter Brief **
- 358b – 358c Zehnter Brief **
- 358d – 359c Elfter Brief **
- 359c – 359e Zwölfter Brief **
- 360a – 363e Dreizehnter Brief **
- 364a – 372a Axiochos **
- 372a – 375d De iusto („Über das Gerechte“) **
- 376a – 379d De virtute („Über die Tugend“) **
- 380a – 386c Demodokos **
- 387b – 391d Sisyphos **
- 392a – 406a Eryxias **
- 406a – 410e Kleitophon *
- 411a – 416a Horoi („Definitionen“) **

Der Dialog Halkyon („Der Eisvogel“), der sicher unecht ist, kann nicht nach der Stephanus-Paginierung zitiert werden, da er in der Ausgabe des Stephanus fehlt. Auch die Platon zugeschriebenen Epigramme, von denen nur eines möglicherweise authentisch ist, hat Stephanus nicht in seine Ausgabe aufgenommen.